# Ricardo Peralta Ortega
Ricardo Peralta Ortega (Belvís de la Jara, província de Toledo, 1951) és un advocat i polític valencià. Llicenciat en dret per la Universitat de València, el 1972 es va afiliar al PCPV i treballà com a advocat laboralista fins que fou elegit diputat per EUPV per la província de València a les eleccions generals espanyoles de 1989, 1993 i 1996. El 1997 deixà EUPV i es passà al corrent Nova Esquerra amb Cristina Almeida i Manuel Alcaraz, el 1999 es passà al PSPV-PSOE i el 2000 deixà la política. El maig de 2008 fou nomenat delegat del govern a la Comunitat Valenciana, càrrec del qual va ser destituït el desembre de 2010.

## Controvèrsies
En octubre del 2009, i en les seues funcions com a delegat de govern, Ricardo Peralta va assegurar que els fets violents d'extrema dreta formaven part "d'una determinada normalitat democràtica". Aquestes declaracions van tindre lloc després que el Bloc Nacionalista Valencià anunciara accions parlamentàries per tal de condemnar els fets violents que ocorregueren al voltant del 9 d'octubre, quan un dels administradors de Valencianisme.com, un web vinculat al nacionalisme valencià, fou atacat per 10 encaputxats al portal de sa casa, i que durant la processó cívica de la Diada del País Valencià, una cinquantena de militants d'ultradreta perseguiren, amenaçaren i intimidaren la comitiva del Bloc Nacionalista Valencià, fins a expulsar-los de la marxa.
Un any després, en novembre de 2010, es va celebrar al Barri de Benimaclet de València una manifestació ultradretana, fet que va comportar que diversos comerços del barri tancaren durant la jornada laboral. Tres dies després, José Luis Roberto, president del partit d'Ultradreta España 2000 va entrar al bar "Terra", vinculat a l'independentisme català i l'esquerra, juntament amb 15 persones, per tal d'intimidar als clients i treballadors, arribant a amenaçar de mort a un d'aquests per negar-se a servir-los unes cerveses. Van ser desallotjats del local per la policia.
Davant aquests fets, 20 col·lectius del barri de Benimaclet van emetre un comunicat denunciant l'assetjament a certs comerços i col·lectius del barri per col·lectius d'ultradreta, i on s'exigia "una reunió amb els responsables de la Delegació del Govern al País Valencià per cercar mesures i solucions a aquesta situació de provocacions, agressions i atacs". El Delegat de govern a València, Ricardo Peralta va declarar, en una línia semblant a la de les declaracions d'octubre del 2009, que aquests fets "Si respecten la legalitat, forma part de la riquesa democràtica", mentre afegia que tenia constància que al barri "va tenir lloc una manifestació d'ultradreta que es va desenvolupar amb absoluta normalitat".
En abril de 2010, en el barri del Cabanyal de València, la policia Nacional va carregar contra veïns i manifestants contraris a l'enderroc d'uns habitatges, que va ordenar l'ajuntament de València malgrat que el govern central i el Misteri de cultura s'havien pronunciat en contra de la destrucció dels immobles. Mentre les excavadores tiraven a terra els habitatges, considerats, com tot el barri Bé d'Interés Cultural, la policia va carregar violentament contra els veïns i manifestants que s'oposaven, causant diverses ferides a alguns d'ells. Diversos representants polítics, com Mónica Oltra de Compromís, qui va ser agredida i posteriorment denunciada per "resistència a l'autoritat", o l'organització Salvem el Cabanyal, van demanar posteriorment la dimissió de Ricardo Peralta per l'actuació que va tenir la policia en aquells fets.

## Obres
- La reforma laboral y la protección de los créditos laborales (1995) article a Actualidad Laboral
- Ideas para el futuro de la seguridad social española (1999), amb altres